# Герб Старовірівки (Шевченківський район)
Герб Старові́рівки  — офіційний символ села Старовірівка Шевченківського району Харківської області. Затверджений 27 серпня 2012 р. рішенням XXXI сесії сільської ради VI скликання.
Автор герба — С. А. Мірошніченко.

## Опис герба
Щит перетятий лазуровим і зеленим. На першій частині золотий дзвін, обтяжений восьмипроменевою зіркою, супроводжуваний по сторонам червоними язиками полум'я із золотою облямівкою і золотими колосками у стовп. На другій частині дві золоті шаблі в косий хрест, супроводжувані по сторонам двома срібними кристалами кварцу. Щит облямований золотим декоративним картушем і увінчаний золотою сільською короною.

## Символіка
Дзвін і зірка, що в християнстві символізує Богородицю, — символ віри і відродження. Язики полум'я — символ труднощів, які перебороли жителі села протягом всієї його історії. Колоски — символ сільського господарства. Кристали кварцу — символ корисних копалин, які видобуваються біля села. Шаблі символізують собою озброєння, військових людей, нагадуючи про те, що багато сіл району були засновані «служивими» людьми і козаками. Золото — це символ багатства, справедливості і великодушності.